# Dapaong
Dapaong, más néven Dapaongo vagy Dapango egy város Togo északi részén, és a Tône régió székhelye a Savanes tartományban. Lakossága 2010-ben 58 071 fő.

## Fekvése
638 km-re fekszik Lométől, közel a burkina fasói határhoz.

## Gazdaság
Dapaong egy kereskedelmi központ, mivel kapcsolata van Burkina Fasóval, Beninnel és Nigerrel.